# António Castanheira de Moura
António Castanheira de Moura (Vila Seca, Ázere, Tábua, 5 de Abril de 1865 — Lumiar, Lisboa, 22 de Novembro de 1952) foi um comerciante e grande industrial da panificação ou de padaria, maçon e espírita português.

## Biografia
Nasceu a 5 de abril de 1865, no lugar de Vila Seca, freguesia de Ázere, município de Tábua, tendo sido batizado a 15 de abril de 1865, como filho de João José, proprietário, e de Maria da Glória, naturais e moradores em Vila Seca. Era neto paterno de João José Castanheira - de quem tomou o apelido Castanheira -, trabalhador, e de Isabel Castanheira, e neto materno de Manuel Nunes e Maria Joaquina, proprietários. Foram padrinhos os proprietários António Francisco Dinis e Isabel de Moura, de quem tomou o apelido Moura, residentes na freguesia de Espariz, Tábua.
Muito novo ainda, veio para Lisboa, onde chegou em 1873, se estabeleceu, e iniciou uma vida de trabalho humilde e árdua. Mas, inteligente e empreendedor, em breve se estabeleceu com uma padaria modesta no Alto da Palmeira, donde se mudou para a Rua D. Pedro V, na esquina da Rua da Rosa, instalando, aqui, uma padaria modelar, que, na época, fez sensação em Lisboa, sendo a primeira da capital. A breve trecho abria sucursais em toda a Lisboa. Voltou, então, as suas vistas para a indústria da panificação em grosso, nessa época instalada mal e anti-higienicamente em pequenas casas produtoras, e fundou a Companhia de Panificação Lisbonense, que logo englobou 246 estabelecimentos de produção e venda, e a cujo Conselho de Administração presidiu durante 18 anos, dotando Lisboa de realizações fabris e comerciais de tipo ultra-moderno, contribuindo notavelmente para o avanço técnico e higiénico no fabrico e venda das massas, pão e bolos. Entre outras fábricas de pão, deve destacar-se a que foi instalada na antiga Rua de São João dos Bem Casados, na esquina para a Rua de Campo de Ourique, onde a elaboração era inteiramente mecânica, e que teve tal fama na capital que, desaparecida depois a fábrica, ficou o local conhecido na toponímia citadina por Panificação. Ainda foi o grande impulsionador de modernas fábricas de pastelaria e da poderosa Sociedade de Padarias, L.da, que deixou de dirigir pela sua avançada idade.
Constituiu família e fixou residência ao Lumiar, na Estrada da Torre, onde abriu restaurante, conhecido pelos jardins e sessões de cinema ao ar livre, e palco de alguns acontecimentos da crise académica de 1962, e também uma fábrica de farinha. Nos terrenos circundantes ao restaurante, também propriedade da família Castanheira, foi construído o bairro da Cruz Vermelha. O edifício do restaurante foi demolido em 2010 para dar lugar à loja de uma cadeia de supermercados.
Em data desconhecida de 1910 foi iniciado na Maçonaria na Loja Irradiação, em Lisboa, afecta ao Grande Oriente Lusitano Unido, com nome simbólico desconhecido.
Foi um dos fundadores da Federação Espírita Portuguesa (FEP) em 1926, tendo escrito artigos para os periódicos espíritas da época, nomeadamente a "Revista de Espiritismo", a "Revista de Metapsicologia" e ainda a revista Além, da Sociedade Portuense de Investigações Psíquicas.
Em 1950, devido a divergências com o então Corpo Diretivo da FEP, foi um dos que assinaram a carta dirigida a todos os espíritas portugueses, pedindo-lhes a comparência à Assembleia Geral. Nesta, foi eleito vice-presidente da instituição. A partir de Janeiro de 1953, e por motivo de demissão do Dr. António Eduardo Lobo Vilela, passou a gerir os destinos da FEP.
Assinou e incentivou a criação do "Laboratório de Experiências Metapsíquicas" da FEP, para cuja criação foi necessária a alteração dos Estatutos da instituição em 1953. Em Novembro daquele ano, e aproveitando aquela alteração estatutária, o Estado Novo Português considerou a FEP ilegal e decretou o seu encerramento.
Manteve-se na Direcção da instituição até depois do encerramento das suas portas, ficando como seu fiel depositário.
Morreu a 22 de novembro de 1952, em sua casa, na Estrada da Torre, 83, freguesia do Lumiar, em Lisboa, vítima de trombose cerebral, aos 87 anos.